# Caribbean Airlines

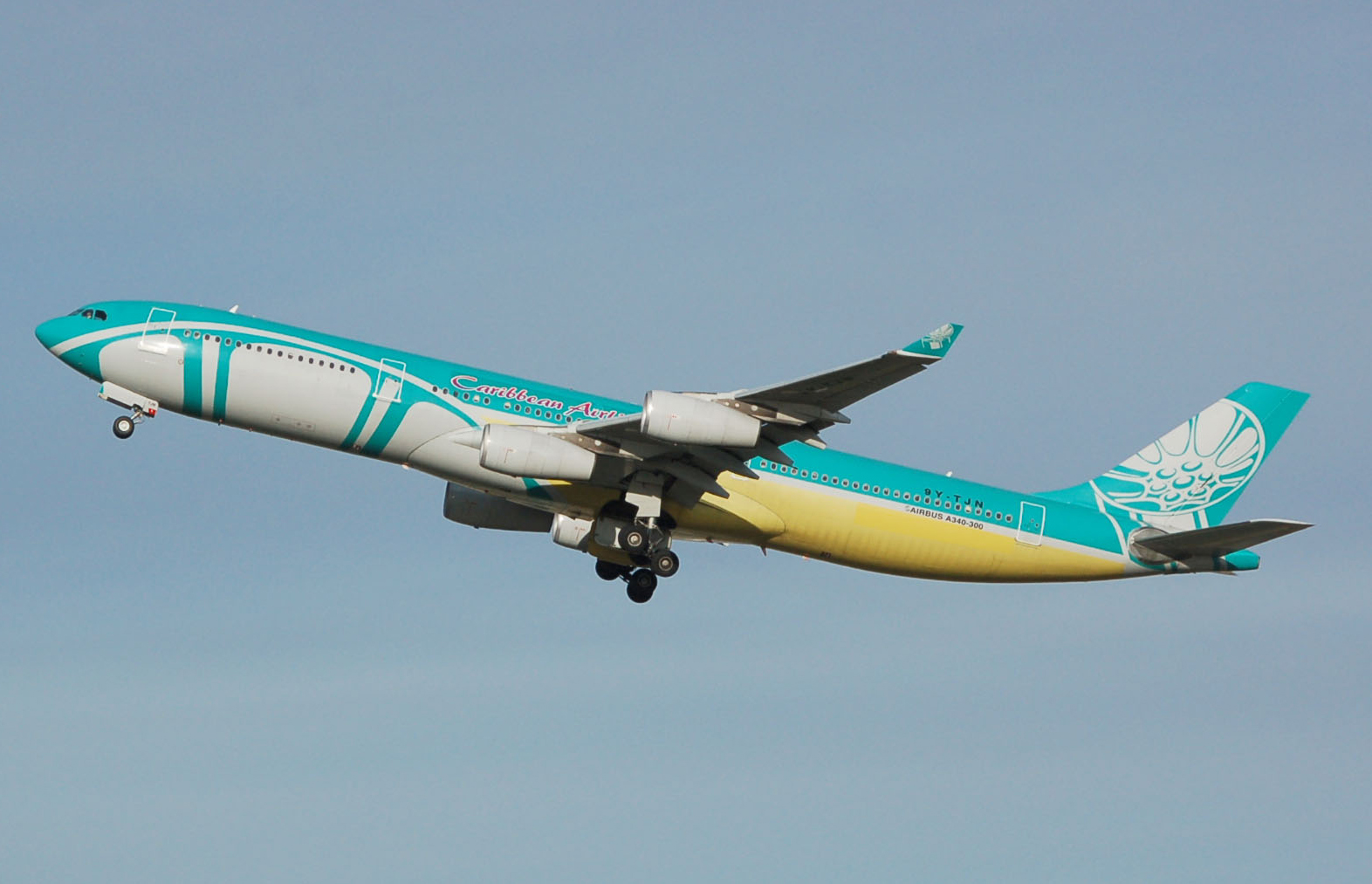
Airbus A340-300

Caribbean Airlines – narodowe linie lotnicze Trynidadu i Tobago z siedzibą w Port-of-Spain. Obsługują połączenia do krajów karaibskich, USA i Kanady. Głównym hubem jest Port lotniczy Piarco.

## Porty docelowe

### Ameryka Południowa
- Gujana
  - Georgetown (port lotniczy Georgetown)
- Surinam
  - Paramaribo (port lotniczy Paramaribo-Zanderij)
- Wenezuela
  - Caracas (port lotniczy Caracas)

### Ameryka Północna
- Kanada
  - Toronto (port lotniczy Toronto-Lester B. Pearson)
- Stany Zjednoczone
  - Miami (port lotniczy Miami)
  - Nowy Jork (port lotniczy Johna F. Kennedy’ego)

### Karaiby
- Antigua i Barbuda
  - Antigua (port lotniczy VC Bird)
- Antyle Holenderskie
  - Sint Maarten (port lotniczy Princess Juliana)
- Barbados
  - Bridgetown (port lotniczy Grantley Adams)
- Jamajka
  - Kingston (port lotniczy Kingston-Norman Manley)
- Trynidad i Tobago
  - Port-of-Spain (port lotniczy Piarco)
  - Tobago (port lotniczy Crown Point)